# Swaan

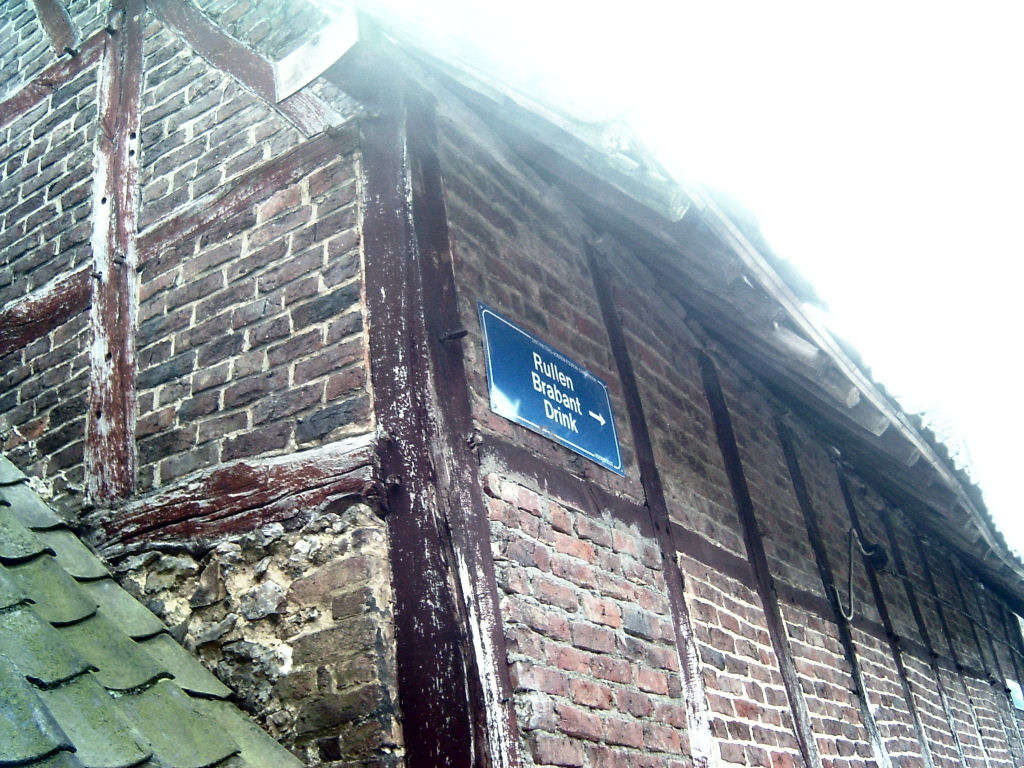
Aanwijsbord op de driesprong in Swaan

Swaan (Limburgs: Zjwaan) is een gehucht in de gemeente Voeren in België. Het bevindt zich in het Voerdal aan de driesprong van de wegen naar Rullen, Brabant en Drink en de weg naar Sint-Pieters-Voeren.
In Swaan bevinden zich oude boerderijen en huizen, waaronder een vakwerkhuis. Op een aanwijsbord aan de genoemde splitsing staan drie gehuchten aangegeven: Rullen, Brabant, Drink die van hieruit in tegenovergestelde richting aan de weg gesitueerd liggen.
Een pad, dat van Swaan uit de andere richting uitgaat, heet het Lusberg-gatz en loopt door het Sint-Gillisbos naar Veurs.
Op de splitsing staan wegkruizen.
Deelgemeenten: 's-Gravenvoeren · Moelingen · Remersdaal · Sint-Martens-Voeren · Sint-Pieters-Voeren · Teuven

Overige kernen: Berg · Drink · Gieveld · Hagelstein · Ketten · Knap · Krindaal · Nurop · Obsinnich · Peerds · De Plank · Reesberg · Rullen · Schilberg · Schophem · Schoppemerheide · Sinnich · Snauwenberg · Stroevenbos · Swaan · Ulvend · Veld · Veurs

Belgische gemeenten · Arrondissement Tongeren · Limburg · Vlaanderen